# Metlika
Metlika (Duits: Möttling; Italiaans: Metlica) is een zelfstandige gemeente in de Sloveense regio Jugovzhodna Slovenija en telt 8123 inwoners (2002). Metlika ligt in de streek Bela Krajina, dat onderdeel uitmaakt van Dolenjska in Krain. In de gemeente ligt een deel van het Gorjanci-landschap en stroomt de Kolpa. De Kolpa is tevens grensrivier met Kroatië.
Metlika werd tijdens de oorlog bezet door de Duitsers, maar na korte tijd overgedragen aan de Italiaanse bezettingszone. Na de capitulatie van het Italiaanse fascisme in 1943 werd hevig gevochten om Metlika door het Sloveense Bevrijdingsfront, de Duitse bezetter en de collaboratie. Invallen werden ook gepleegd door de Kroatische Ustašabeweging.

## Plaatsen in de gemeente
Bereča vas, Boginja vas, Bojanja vas, Boldraž, Boršt, Božakovo, Božič Vrh, Brezovica pri Metliki, Bušinja vas, Dole, Dolnja Lokvica, Dolnje Dobravice, Dolnji Suhor pri Metliki, Drage, Dragomlja vas, Drašiči, Čurile, Geršiči, Gornja Lokvica, Gornje Dobravice, Gornji Suhor pri Metliki, Grabrovec, Gradac, Grm pri Podzemlju, Hrast pri Jugorju, Jugorje pri Metliki, Kamenica, Kapljišče, Klošter, Krasinec, Krašnji Vrh, Krivoglavice, Križevska vas, Krmačina, Mačkovec pri Suhorju, Malo Lešče, Metlika, Mlake, Okljuka, Okno, Otok, Podzemelj, Prilozje, Primostek, Radovica, Radoviči, Radoši, Rakovec, Ravnace, Rosalnice, Sela pri Jugorju, Slamna vas, Svržaki, Škemljevec, Škrilje, Trnovec, Vidošiči, Zemelj, Želebej, Železniki
Črnomelj · Dolenjske Toplice · Kočevje · Kostel · Loški Potok · Metlika · Mirna · Mirna Peč · Mokronog-Trebelno · Novo mesto · Osilnica · Ribnica · Semič · Šentjernej · Šentrupert · Škocjan · Šmarješke Toplice · Sodražica · Straža · Trebnje · Žužemberk
1. ↑  Prebivalstvo - izbrani kazalniki, naselja, Slovenija, letno. Statistični urad Republike Slovenije. Geraadpleegd op 28 april 2021.